# Leonardo-Finmeccanica
Leonardo – Finmeccanica S.p.A. (prèviament Finmeccanica S.p.A.) és el segon grup industrial italià. El grup desenvolupa les seves activitats principalment en els sectors de l'Aeronàutica, Helicòpters, Espai, Electrònica de Defensa, Sistemes de Defensa, Energia i Transport. En l'actualitat, la companyia es troba en l'etapa final del seu procés de transformació en holding industrial, comptant amb empreses i representacions en més de 100 països. L'estat italià a través del Ministeri d'Economia posseeix prop d'un 30% de l'accions del holding.

## Història
La companyia té els seus orígens el1948, quan va ser establerta com a sub-holding de la indústria mecànica controlada per l'aquell llavors per institut estatal IRI. Diverses empreses històriques han format part del grup Finmeccanica, entre elles: Alfa Romeo, Aeritalia i Ansaldo.
Entre 1960 i 1980 la indústria de la defensa i aeroespacial Italiana estava dividida en diverses companyies directament controlades per l'estat; entre elles empreses com la fabricant d'helicòpters Agusta, Oto Melara (sistemes de defensa) i l'empresa d'electrònica Officine Galileo. Mentre que el STET (un altre subsidiari de l'IRI) controlava empreses com Selenia, Elsag i SGS Thomson, aquestes últimes especialitzades en l'electrònica de defensa.
Enl1989, a partir d'un procés de re-estructuració interna, l'IRI transfereix les empreses d'electrònica de defensa controlades pel STET a Finmeccanica, moment en el qual Aeritalia i Selenia es fusionen per crear el que avui dia és Alenia Aeronàutica. El 1992, en part a causa de la seva crítica situació financera; Agusta, Oto Melara, Officine Galileu i Breda passen a estar sota el comandament de Finmeccanica, la qual cosa consolida a aquesta última en un dels més importants grups industrials Italians. Finmeccanica, que fins llavors era totalment controlada per l'estat a través de l'IRI, inicia un procés de privatització cap a l'any 1993, any en el qual va ser llistada en la Borsa de Milà.
Al juliol de 2000 el grup Finmeccanica i la britànica GKN acorden la fusió de les seves respectives subsidiàries fabricants d'helicòpters: Agusta i Westland Helicopters; amb el propòsit de formar AgustaWestland. En el 2004, GKN confirma la venda de la totalitat de les seves accions en Westland Helicopters a Finmeccanica, consolidant-se així el que avui és AgustaWestland.
Al desembre de 2001, Alenia Marconi Systems (AMS), la divisió misilística de Finmeccanica i BAE Systems company, es fusionen amb altres fabricants Europeus de míssils per formar MBDA, que es converteix en el consorci Europeu de míssils, segon fabricador a nivell mundial de sistemes de míssils. Al juliol de 2003, Finmeccanica i BAE Systems anuncien la seva intenció de crear tres companyies sota acords Joint Venture, col·lectivament conegudes com a Eurosystems. Dites companyies inclourien els negocis d'aviónica i comunicacions d'ambdós grups. No obstant això, les dificultats a l'hora d'integrar dites empreses, va portar a ambdós grups a reconsiderar la proposta inicial, tal com declararia posteriorment BAE Systems en la seva reporti anual del 2004. La principal idea de l'acord, era la dissolució d'Alenia Marconi Systems i l'establiment de SELEX Sensors and Airborne Systems. En el 2007, BAE Systems acaba per vendre la seva participació en SELEX Sensors and Airborne Systems al grup Finmeccanica, i SELEX Sensors and Airborne Systems passa a estar sota el control total del grup italià.
Al maig del 2008, Finmeccanica anuncia les seves intencions de comprar al contractista nord-americà de defensa d'electrònica DRS Technologies. A l'octubre del mateix any el grup Finmeccanica consolida l'adquisició de DRS Technologies.

## Organització
Aeronàutica
- Alenia Aeronautica
- Alenia Aermacchi
- Alenia Aeronavali
- ATR

Helicòpters
- AgustaWestland

Espai
- Thales Alenia Space (Itàlia)
- Telespazio

Electrònica de Defensa
- SELEX Sistemi Integrati
- SELEX Communications
- SELEX GALILEU
- Elsag Datamat
- SELEX Service Management
- DRS Technologies

Sistemes de Defensa
- Oto Melara
- WASS
- MBDA (Itàlia)

Energia
- Ansaldo Energia

Transport
- AnsaldoBreda
- Ansaldo STS
- BredaMenarinibus[3]